# Chorągiew Opolska ZHP
Chorągiew Opolska ZHP – jednostka terenowa Związku Harcerstwa Polskiego, utworzona dnia 1 marca 2008 roku. Działa na terenie województwa opolskiego. Siedzibą władz Chorągwi jest Opole.
Chorągiew o tej samej nazwie i obszarze działania funkcjonowała do dnia 30 czerwca 2007, kiedy to została rozwiązana w wyniku niewypłacalności oraz niemożności wyboru nowego komendanta.

## Hufce
Obecnie Chorągiew Opolska skupia 7 hufców z terenu województwa opolskiego obejmujący swymi działaniami poszczególne powiaty i gminy:
1. Hufiec Brzeg - powiaty brzeski i namysłowski,
2. Hufiec Głubczyce – powiat głubczycki,
3. Hufiec Kędzierzyn-Koźle – powiat kędzierzyńsko-kozielski wraz z gminą Leśnica,
4. Hufiec Krapkowice – powiaty krapkowicki i strzelecki, z wyjątkiem gminy Leśnica,
5. Hufiec Nysa – powiaty nyski i prudnicki,
6. Hufiec Opole (do listopada 2014 roku jako Hufiec Opole-miasto) – miasto Opole i powiat opolski,
7. Hufiec Praszka – gmina Praszka i gmina Rudniki.

## Historia działalności
Początki Chorągwi Opolskiej datuje się na rok 1957, choć polskie harcerstwo działało w tym rejonie również przed II wojną światową.
W 1997 roku harcerze i harcerki Chorągwi zorganizowali pomoc poszkodowanym podczas powodzi tysiąclecia. W dowód uznania Chorągiew Opolska ZHP otrzymała w 1998 r. od Fundacji im. Stefana Batorego tytuł „Najlepsza Organizacja Pozarządowa”.
Po latach skutecznej i pożytecznej dla regionu pracy wychowawczej przyszły gorsze chwile, które doprowadziły do rozwiązania struktury z dniem 30 czerwca 2007 roku z przyczyn finansowych.
29 lutego 2008 roku powołana została na nowo Chorągiew Opolska ZHP, która od początku stała się aktywnym organizatorem różnorodnych przedsięwzięć realizowanych we współpracy z samorządem lokalnym i wojewódzkim.
Projekty Instruktorów Chorągwi Opolskiej wspierane były m.in. przez:
1. Urząd Marszałkowski Województwa Opolskiego (2008-2022)
2. Fundusz Inicjatyw Obywatelskich (2012)
3. Ministerstwo Obrony Narodowej (2012)
4. Kuratorium Oświaty w Opolu (2008-2015)
5. Program „Młodzież w Działaniu” i Erasmus+ (2011-2015)
6. Program „Leonardo da Vinci” (2013)
7. Fundację Harcerstwa Drugiego Stulecia (2013, 2014, 2015)
8. Ministerstwo Spraw Zagranicznych (2015)

Kluczowe projekty chorągwiane:
1. Zloty Chorągwi Opolskiej ZHP – organizowane co dwa lata, za każdym razem współorganizatorem jest inny z hufców:
  - I Zlot Chorągwi Opolskiej w 2009 – hufiec Kędzierzyn-Koźle
  - II Zlot Chorągwi Opolskiej w 2011 – hufiec Nysa
  - III Zlot Chorągwi Opolskiej w 2013 – hufiec Opole (wtedy: hufiec Opole – miasto)
  - IV Zlot Chorągwi Opolskiej w 2015 – hufiec Brzeg
  - V Zlot Chorągwi Opolskiej w 2017- hufiec Niemodlin
  - VI Zlot Chorągwi Opolskiej w 2019 - Referaty Komendy Chorągwi
  - VII Zlot Chorągwi Opolskiej ZHP w 2021 - Chorągiew Opolska
2. Złaz na Górze św. Anny (2011, 2016)
3. Europejski Tydzień Młodzieży na Opolszczyźnie (2011, 2013, 2015)
4. Granatowa Wyprawa (2012, 2013, 2014, 2015, 2018, 2019)
5. Intercamp (2015)
6. YELL – projekt dotyczący przedsiębiorczości społecznej młodzieży (2014-2015)
7. Opolskie dla Młodzieży (2022)
8. ROHiS (2018-nadal)

W dowód uznania dla naszej pracy w roku 2014 Chorągiew Opolska ZHP została wyróżniona statuetką Opolskiej Niezapominajki  przyznawanej dla Najlepszej Organizacji Pozarządowej Województwa Opolskiego.
W roku 2018 Chorągiew Opolska ZHP została także wyróżniona Złotym Laurem Umiejętności i Kompetencji przyznanym przez Opolską Izbę Gospodarczą w kategorii pro publico bono.
Inspektorat Ratowniczy kierowany przez phm. Adriana Drobka  i phm. Violettę Sikorę (zastępczyni) Chorągwi Opolskiej uznano w 2019 za jeden z lepiej działających w ZHP).

## Rozwiązanie i ponowne utworzenie Chorągwi Opolskiej
W okresie 1993–2002 Chorągiew wygenerowała wiele długów, szacowanych na ponad milion złotych. Większość stanowiły należności wobec Zakładu Ubezpieczeń Społecznych oraz Kuratorium Oświaty. Ówczesne władze Chorągwi otrzymały na pomoc ofiarom powodzi z 1997 r. 270 tys. zł z zagranicy, jednak nie wydały jej właściwie, co skutkowało żądaniem zwrotu tej sumy. Z kolei kuratoryjną dotację na wypoczynek dzieci wydatkowały, na bazie sfałszowanych dokumentów, na pensje chorągwianego personelu ZHP. Pierwsze wątpliwości do wypłacalności Opolskiej pojawiły się pod koniec 2006 roku, gdy Prezydium Centralnej Komisji Rewizyjnej powołało zespół mający skontrolować stan chorągwianych finansów. Wyniki rewizji były negatywne, dlatego Komisja podjęła 13 stycznia 2007 roku uchwałę, w której stwierdziła trwałą niemożność regulowania zaciągniętych i wymagalnych zobowiązań przez Chorągiew Opolską ZHP oraz zobowiązała Naczelnika i Skarbnika ZHP do natychmiastowego zabezpieczenia majątku i interesów Związku.
Wobec zaistniałej sytuacji Rada Naczelna ZHP zobowiązała do zajęcia stanowiska co do rozwiązania Chorągwi wszystkim hufcom, które likwidacja miałaby bezpośrednio dotknąć. Zbieranie opinii trwało od 10 lutego do końca marca 2007 roku. Rozwiązanie Chorągwi nastąpiło 30 czerwca w specjalne uchwale nr 43/XXXIII Rady Naczelnej. Dokładny proces likwidacji miała opracować oraz przeprowadzić Główna Kwatera. Do końca 2007 roku musiała dokonać podziału majątku, uregulować chorągwiane należności oraz zadecydować, do jakich chorągwi przyporządkować poszczególne hufce. Również to Główna Kwatera maiła być obciążona wszelkimi zaległymi należnościami pieniężnymi, nieuregulowanymi do terminu ostatecznej likwidacji.
Polityka władz naczelnych wobec opolskiego środowiska harcerskiego zmieniła się tuż po XXXV Zjeździe Nadzwyczajnym ZHP, który wybrał nowy skład osobowych organów zarządzających Związkiem. 28 października 2007 Rada Naczelna przedłużyła proces likwidacyjny Chorągwi do końca lutego 2008 roku. Oznaczało to więcej czasu na działania zmierzające ku jej reaktywacji. Tego samego dnia Główna Kwatera ustaliła, że hufce z likwidowanej chorągwi podlegają bezpośrednio Naczelnikowi lub jego pełnomocnikowi.
W wyniku starań Naczelnik ZHP Małgorzaty Sinicy dnia 29 lutego Główna Kwatera podjęła uchwałę o ponownym utworzeniu Chorągwi Opolskiej ZHP. Była ona nową jednostką, bez ciągłości prawnej z poprzednią Chorągwią Opolską, która wraz z 1 marca została finalnie zlikwidowana. Dlatego rozpoczęła działalność bez długów, które, zgodnie z uchwałą Rady Naczelnej, przejęła Główna Kwatera (część długów harcerskich została pokryta przez jednostki samorządowe, 120 tys. zł zaległości umorzyły władze Opola). W skład nowej Chorągwi wchodziły te same hufce i ten sam obszar. Jednocześnie, Naczelnik zwołała Zjazd Nadzwyczajny Chorągwi Opolskiej, który miał dokonać wyboru jej władz. Do tego czasu, nowo utworzoną Chorągwią administrował pełnomocnik Naczelnika. Zjazd odbył się 31 maja, a jego obrady toczyły się w gmachu opolskiego ratusza.

## Poprzednie władze Chorągwi
- Komendant – hm. Mirosław Mandryga od 1993 do 2002 r.[3]
- Komendant – hm. Stanisław Bałaj: od 2002 r.[3] do 5 listopada 2005
- Komendant – hm. Zygmunt Dąbrowski: od 5 listopada 2005 r. do 30 czerwca 2007 r.
- Pełnomocnik Naczelnika ZHP ds. Chorągwi Opolskiej – hm. Irena Bryła: od 29 lutego 2008 r. do 31 maja 2008 r.
- Komendant – hm. Irena Bryła: od 31 maja 2008 r. do 20 listopada 2010 r.
- Komendant – hm. Artur Ośko: od 20 listopada 2010 r. do 20 lutego 2016 r.
- Komendant – hm. Adam Mazguła od 20 lutego 2016 r. do 6 grudnia 2016 r.
- Pełnomocnik Naczelnika ZHP ds. Chorągwi Opolskiej – phm. Grzegorz Krzyśków: od 6 grudnia 2016 r. do 5 listopada 2017 r.
- Komendant – hm. Magdalena Pobóg-Lenartowicz: od 5 listopada 2017 r. do 24 listopada 2018 r.
- Komendant – hm. Łukasz Czarnecki: od 24 listopada 2018 r. (nadal)